# 세지북초등학교
세지북초등학교는 대한민국 전라남도 나주시에 있는 공립 초등학교로 1946년에 개교하였으며, 2010년 3월 적정규모학교 육성이란 명분 하에 세지초등학교와 통폐합을 하였다.

## 학교 연혁
- 1946. 05. 29. 세지북공립국민학교 개교
- 1950. 04. 01. 세지북국민학교로 변경
- 1981. 03. 01. 세지북국민학교 병설유치원 개원
- 1995. 02. 08. 급식 학교 설치 (봉황교에 의한 배식)
- 1997. 09. 01. 세지북초등학교로 교명 변경
- 2009. 02. 28. 병설유치원 휴원
- 2010. 02. 28. 세지초등학교와 통합 (59회 3,338명 졸업배출)

## 참고
2010년 세지북초등학교는 지난 역사의 순간 순간을 담아 발자취를 실은 오목샘의 발자취를 발간하여 동문들에게 배포하였다. 역대 교직원들과 졸업생 명단, 앨범 등이 실려있다.